# Mark Garrow
Mark Garrow MIC (ur. 2 kwietnia 1955 w Wilbraham, zm. 19 października 2007 w Stockbridge) – amerykański duchowny rzymskokatolicki, przełożony generalny zgromadzenia księży marianów w latach 1999–2005
Po przyjęciu święceń kapłańskich był przełożonym i mistrzem nowicjatu w Brookeville, w stanie Maryland, a także prefektem formacji w amerykańskiej prowincji św. Stanisława Kostki. 
W latach 1993–1999 był członkiem Rady Generalnej Zgromadzenia Księży Marianów Niepokalanego Poczęcia Najświętszej Maryi Panny. Pełnił funkcję generalnego prefekta formacji. 
W latach 1999–2005 był przełożonym generalnym Zgromadzenia Księży Marianów. Podczas posługi na urzędzie generała przeprowadził proces połączenia dwóch amerykańskich prowincji zakonu.  
W 2006 r. został wybrany pierwszym prowincjałem utworzonej w 2005 r. prowincji Najświętszej Maryi Panny Matki Miłosierdzia w Stanach Zjednoczonych Ameryki. Stanowisko to piastował do swojej śmierci.